# MTV Hard Rock Live
MTV Hard Rock Live — второй концертный альбом канадской группы Simple Plan, выпущенный 4 октября 2005 года.

## Об альбоме
В MTV Hard Rock Live вошли песни из двух предыдущих альбомов группы. Диск вышел в двух версиях - стандартной, и версии для фанатов. Стандартная версия включала аудио всего концерта, акустическую версию Crazy, два концертных видео на первые две песни "Jump" и "Shut Up!" и небольшой буклет с фотографиями. В версии для фанатов содержатся аудио и видео всего концерта в 5.1-канальном звуке, три акустические песни "Crazy", "Welcome to My Life" и "Perfect", 32-страничная цветная книга о туре и эксклюзивные Simple Plan патч и пин-код.

## Список композиций
| №   | Название                                  | Длительность |
| --- | ----------------------------------------- | ------------ |
| 1.  | «Shut Up!»                                | 4:18         |
| 2.  | «Jump»                                    | 4:32         |
| 3.  | «The Worst Day Ever»                      | 4:20         |
| 4.  | «Addicted»                                | 4:14         |
| 5.  | «Me Against the World»                    | 3:46         |
| 6.  | «Crazy»                                   | 4:58         |
| 7.  | «God Must Hate Me»                        | 4:02         |
| 8.  | «Thank You»                               | 5:39         |
| 9.  | «Welcome to My Life»                      | 4:52         |
| 10. | «I'm Just a Kid»                          | 5:07         |
| 11. | «I'd Do Anything»                         | 4:44         |
| 12. | «Untitled (How Could This Happen to Me?)» | 4:23         |
| 13. | «Perfect»                                 | 5:45         |

Бонус-треки
| №   | Название                                | Длительность |
| --- | --------------------------------------- | ------------ |
| 14. | «Crazy (Acoustic version)»              | 3:55         |
| 15. | «Welcome to My Life (Acoustic version)» | 3:35         |
| 16. | «Perfect (Acoustic version)»            | 4:06         |
| 17. | «Promise (Live)" (Japanese edition)»    |              |

Бонус-треки, кроме "Crazy (Acoustic Version)", доступны в подарочном издании.